# Carl Heinrich Ernst Exter
Carl Heinrich Ernst Exter (* 10. August 1902 in Homberg; † 25. April 1972 in Kassel) war ein deutscher Apotheker und Abgeordneter des Provinziallandtages der preußischen Provinz Hessen-Nassau.

## Leben
Carl Heinrich Ernst Exter wurde als Sohn des Apothekers Carl August Exter und dessen Gemahlin Lina Friederike Wilhelmine Sommermann geboren. Nach dem Abitur am Gymnasium in Königsberg machte er ein Praktikum und studierte in den Jahren 1927 bis 1930 an der Albertus-Universität Königsberg Pharmazie. 1932 übernahm er die väterliche Apotheke in seinem Heimatort.
Exter betätigte sich politisch und trat zum 1. April 1926 in die NSDAP ein (Mitgliedsnummer 33.429). Hier wurde er NSDAP-Kreisleiter des Kreises Homberg und Fritzlar-Homberg. 1933 erhielt er als deren Vertreter ein Mandat im Kurhessischen Kommunallandtag des Regierungsbezirks Kassel. Aus dessen Mitte wurde er zum Abgeordneten des Provinziallandtages der Provinz Hessen-Nassau bestimmt. Von 1934 ab war er Kreisjägermeister. Während des Krieges war er als Feldapotheker eingesetzt. Im Entnazifizierungsverfahren zunächst in die Kategorie II (Aktivist) eingestuft, bewertete ihn die Berufungsspruchkammer als Minderbelasteten.